# Amity (Oregon)
Amity è una città degli Stati Uniti d'America situata nell'Oregon, nella Contea di Yamhill.